# Malé náměstí (Prachatice)
Malé náměstí se v Prachaticích nachází v blízkosti Dolní brány a Kaple svatého Jana Nepomuckého. Ústí do něj ulice Vodňanská, Zvolenská, Zahradní a Pivovarská. Nachází se severovýchodně od středu města.
Náměstí vznikalo postupně z prostoru před prachatickou Dolní branou. V 18. století již mělo v souvislosti s rozvojem místních předměstí jasně definovaný tvar a podobu. Na historických mapách bylo poprvé doloženo v roce 1837 pod názvem Ortsplatz. Díky své poloze se stalo přirozeně jedním ze středů města mimo opevněné středověké město. Po první světové válce získalo název Malé náměstí (německy Vorstadter Platz). Dne 24. října 1938, nedlouho po odstoupení Prachatic Německu, bylo pojmenováno na počest Konráda Henleina. Původní název byl obnoven po skončení druhé světové války. V letech 1954 až 1990 neslo název Náměstí ČSA podle Československé armády; tento název se však mezi místním obyvatelstvem neujal. V letech 1964 až 1978 byla značným způsobem proměněna podoba náměstí zbouráním řady původních předměstských domů; historické budovy ze západní strany (kde se nachází městská památková rezervace) sice byly dochovány, ze strany východní ale vzniklo několik panelových domů a obchodů. Jednou z dominant náměstí se kromě Dolní brány stalo i obchodní centrum Libín z roku 1985.